# Óscar Denis

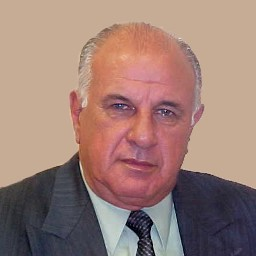
Óscar Denis

Amancio Óscar Denis Sánchez (* 10. Februar 1946 in Concepción, Paraguay) ist ein paraguayischer Politiker, Chemiker und war vom 28. Juni 2012 bis 15. August 2013 Vizepräsident von Paraguay.

## Ausbildung
Denis besuchte die Primarstufe an der Escuela Santa Teresita in Concepción. Die Sekundarstufe absolvierte er am Colegio Nacional de Concepción und machte dort seinen Bachiller en Ciencias y Letras.
An der Universidad Nacional de Asunción erlangte er den Doktortitel als Químico Industrial.

## Politische Laufbahn
Denis gehört der Partido Liberal Radical Auténtico (PLRA) an. Von 1993 bis 1998 war er Gouverneur des Departamento Concepción. Danach war er Abgeordneter von 1998 bis 2003. Anschließend wurde er in den Senat gewählt. Nach der Abwahl Fernando Lugo in einem juicio politico und der Wahl des Vizepräsidenten Federico Franco zum neuen Staatspräsidenten wurde er am 28. Juni 2012 als Nachfolger für den nun vakanten Posten des Vizepräsidenten gewählt, woraufhin sein Amt als Abgeordneter erlosch. Das Amt des Vizepräsidenten wird er bis zum Ende der regulären Wahlperiode 2013 ausfüllen.

## Privates
Óscar Denis ist verheiratet mit Myriam Stella Bareiro García und hat drei Töchter.